# Draupnir
Pour les articles homonymes, voir Draupnir (homonymie).

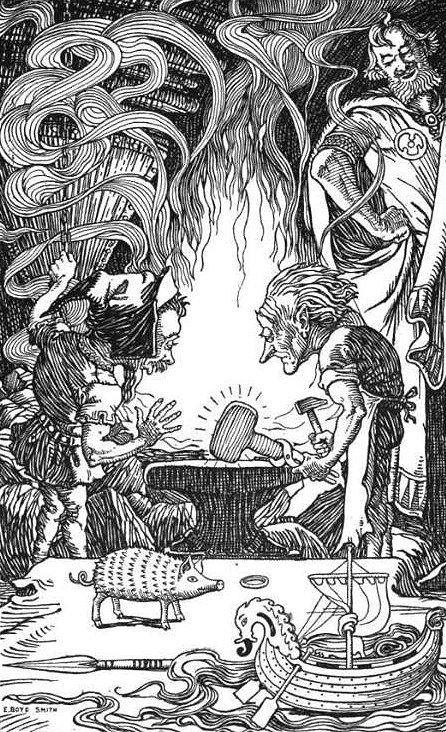
The third gift — an enormous hammer (1902) d'Elmer Boyd Smith. On aperçoit Draupnir au premier plan parmi d'autres créations : le navire Skíðblaðnir, la lance Gungnir, le sanglier Gullinbursti. En arrière-plan, le marteau Mjöllnir est en train d'être forgé.

Dans la mythologie nordique, Draupnir est l'anneau du dieu Odin.

## Étymologie
Draupnir est apparenté au verbe driúpa « couler goutte à goutte ».

## Présentation
Cet anneau (Note : le terme traduit par « anneau » désignait un lourd bracelet, non une bague) était une source inépuisable de richesse : toutes les neuf nuits, il en tombait comme des gouttes huit autres anneaux en tous points identiques (si ce n'était leur incapacité à produire eux-mêmes d'autres semblables). Il fut forgé par deux nains, Brokk et Eitri.
Odin le plaça sur le bûcher funéraire de son fils Baldr. Selon deux des quatre principaux manuscrits de l’Edda de Snorri (le Codex Regius et le Codex Wormianus), ce n'est qu'à la suite de cela qu'il acquit la propriété de se reproduire à l'identique. L’anneau, de façon générale, est dans le monde germanique un symbole de souveraineté, et celui-ci peut être vu comme un moyen pour Odin de manifester son pouvoir auprès de la déesse des morts Hel.
Draupnir fut ensuite récupéré par Hermod, frère de Baldr. Par la suite, Freyr demanda à Skirnir, son serviteur, de l’offrir à la géante Gerd en gage de son amour. Ceci est raconté dans le Skirnismal.

## Autre sens
Draupnir est également le nom d'un nain mentionné dans la Völuspá.